# Monogram
Monogram (z řec. monos, jeden, a gramma, písmeno) znamená zkratku vlastního jména, často dekorativně graficky upravenou.
Původně se monogramem rozumělo jediné písmeno, později se objevují ozdobně komponované monogramy ze dvou nebo i více písmen, které krátce označují původce listiny, uměleckého díla, majitele předmětu, výrobce a podobně. Na obrazech a grafikách zejména v raném novověku se často vyskytují pouze monogramy a pokud jméno autora není známo, označuje se v dějinách umění jako monogramista.

## Historie
Monogramy se vyskytují od raného středověku jako zkrácený podpis často negramotného panovníka, který do připraveného monogramu připsal jen čárku. Na vyobrazeném monogramu Karla Velikého je to malé "v" (háček) uprostřed. Na nábytku, stolním nádobí, na sklenicích i zbraních se od 16. století běžně vyskytovaly monogramy (obvykle šlechtického) majitele. V 19. století bylo běžné, že na každém kusu ložního prádla byl pečlivě vyšit monogram majitelky. Dívky si je samy vyšívaly do výbavy a monogram pak sloužil k identifikaci ve veřejných prádelnách a podobně. Dnes se monogramy graficky stylizují a tvoří část loga firmy nebo instituce.

Kristův monogram ΧΡ
"Podpis" Karla Velikého
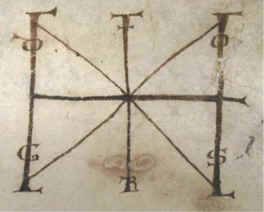
Monogram císaře Jindřicha III.
Monogram Albrechta Dürera
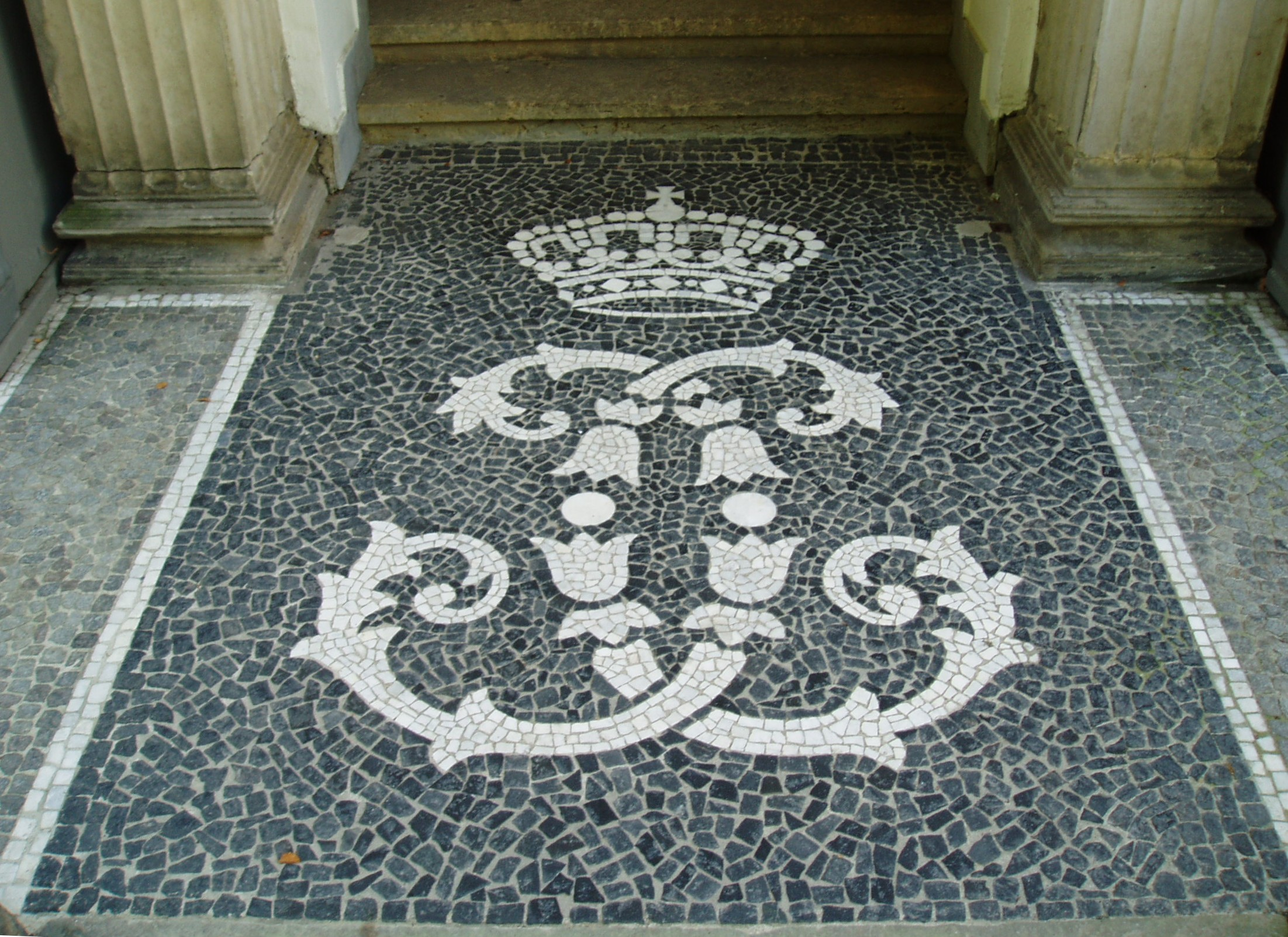
Monogram CC u vchodu do zámku
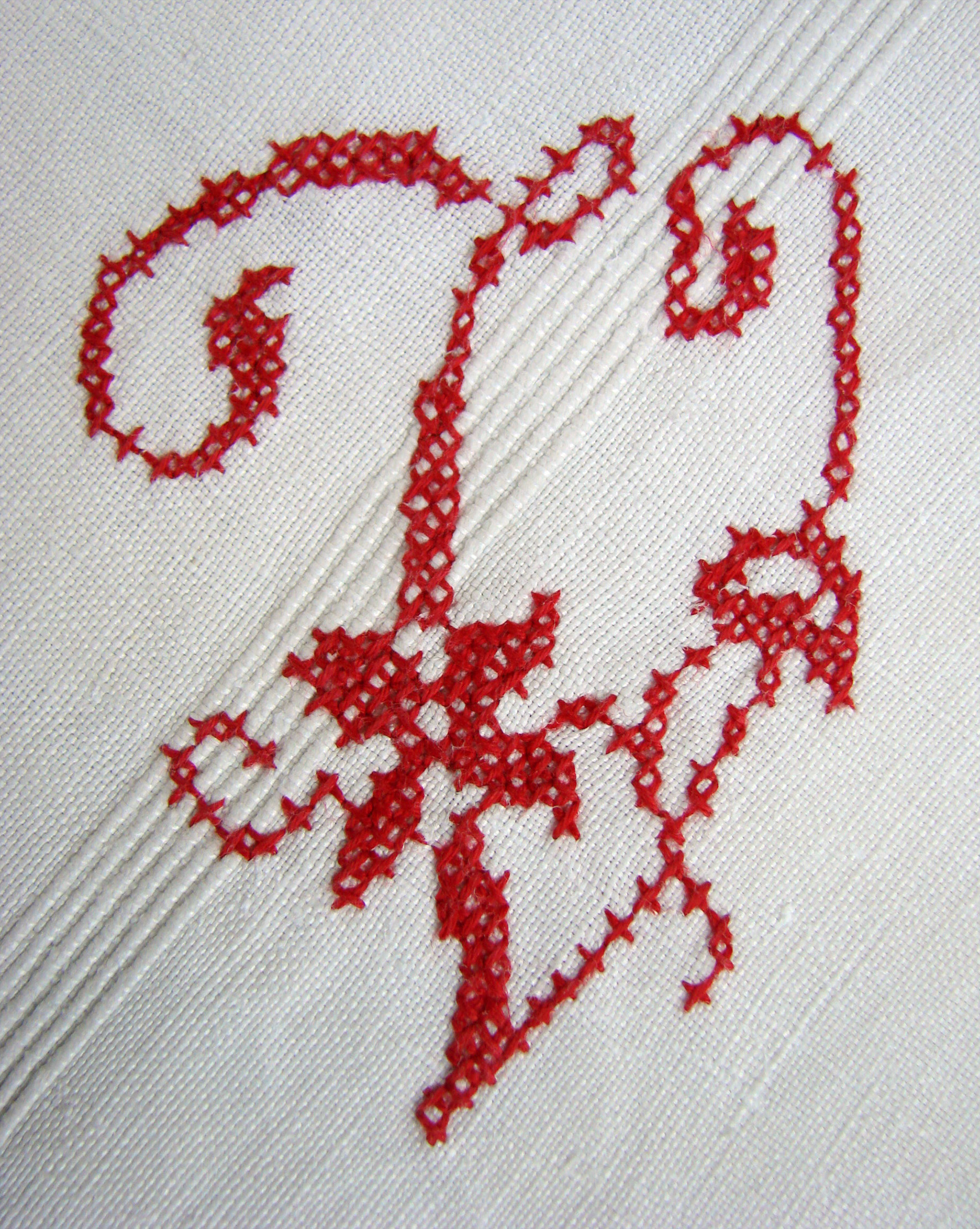
Vyšívaný monogram
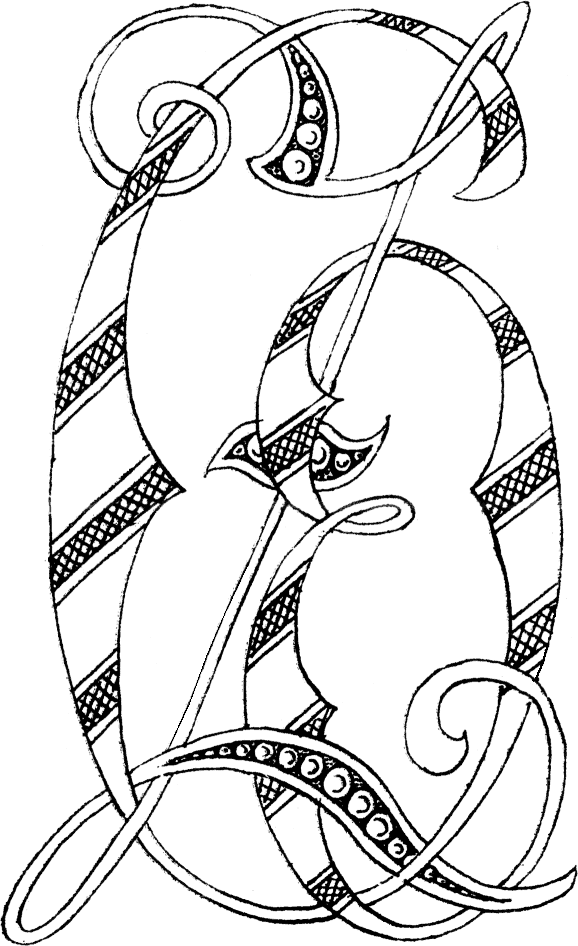
Vzorek pro vyšívaný monogram